# U District (Tren Ligero de Seattle)
La U District es una estación subterránea ubicada en el barrio de U District de la línea Northgate Link del Tren Ligero de Seattle. La estación se administra por Sound Transit. La estación se encuentra localizada en Seattle, Washington. La estación de U District fue inaugurada en 2021.

## Descripción
La estación U District contará con 1 plataforma central.

## Conexiones
La estación será abastecida por las siguientes conexiones: 
- King County Metro Transit.